# Monete svizzere

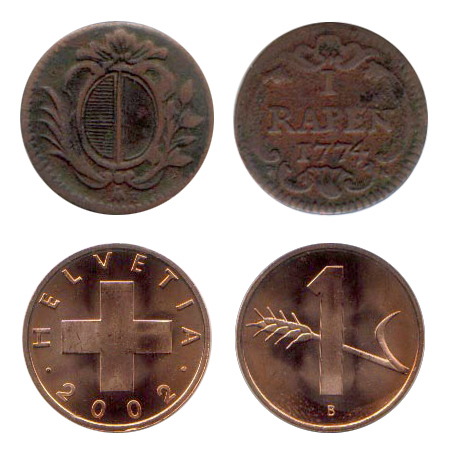
Due Rappen a confronto: Canton Lucerna (1774) e Svizzera attuale (2002).

Le monete coniate in Svizzera sono molto differenziate perché estremamente elevato era il numero (circa 70-80) delle principali autorità che godevano del privilegio feudale di coniare monete: cantoni, città, vescovi, abati e altre signorie di vario tipo.
Le più note sono:

## A
- Angster: moneta svizzera emessa a partire dal XIV secolo, da Basilea come un bratteato quadrangolare. È stato poi battuto un po' ovunque in Svizzera per lo più con un valore di 1/2 Rappen.
È stato coniato nello Svitto fino al 1846 e a Lucerna fino al 1847. Il valore iniziale era di due Pfennig.
1 Angster = 2 Heller, 6 Angster = 1 Schilling, 15 Angster = 1 Groschen. A Zurigo è stato coniato accanto al 1/2 Angster.
  - Bäggeli-Angster (o Bäggliangster): soprannome popolare per gli Angster di Lucerna del XVI-XVII secolo con San Leodegar, patrono della città. Le gote del santo (Backen) avrebbero dato il nome alla moneta.
  - Buggel-Angster: soprannome scherzoso usato in Germania meridionale per l'Angster di Lucerna. Forse da Buckel (gobba), per la curvatura della moneta.

- Assis: moneta di biglione coniata a Strasburgo tra il XVI e il XVIII secolo. Valeva 6 Kreuzer.
In Svizzera è stato coniato a Basilea il Doppelassis dal 1623 al 1638 durante la Guerra dei trent'anni, e poi l'Assis dal 1663 al 1708. Obvaldo ha coniato un Assis nel 1728, imitando l'emissione di Basilea.
Zugo ha coniato in grande quantità pezzi da 1/6 di Assis per tutto il XVIII secolo, gli ultimi nel 1767. Alcuni recavano il motto: DATE ET DABITUR VOBI(S); ne esistono più di 10 varianti.

## B

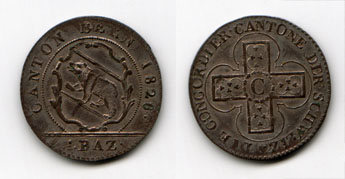
Berna: Batzen di biglione. 1826.
D/ Lo stemma con l'orso bernese. Intorno "CANTON BERN" e la data
R/ Croce con C al centro e intorno "DIE CONCORDIER CANTONE DER SCHWEIZ"

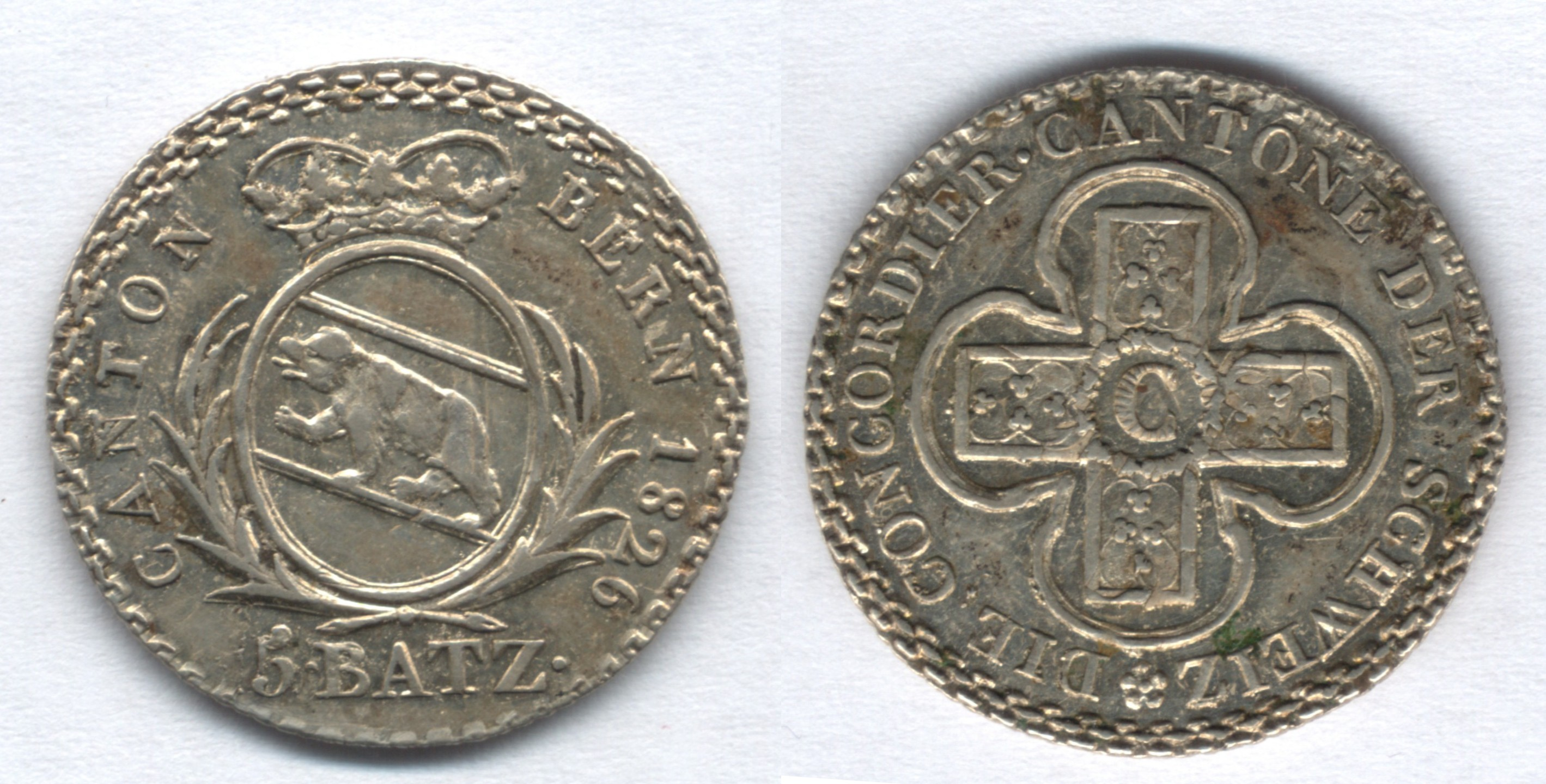
Berna: 5 Batzen d'argento. 1826.

- Batzen: moneta inizialmente d'argento dal valore di 4 Kreuzer diffusasi dalla fine del XV secolo nella Svizzera occidentale (Berna, Soletta, Friburgo), negli stati tedeschi meridionali e nell'Italia settentrionale.

- Bissolo è una moneta di biglione o rame di Milano coniata dai Visconti; valeva 1/18 di soldo. Prende il nome dalla biscia viscontea rappresentata.
Una moneta con questo nome fu coniata dal Canton Svitto nel XVI secolo, nella zecca di Bellinzona nella prima metà del XVI secolo per i Cantoni Uri, Svitto ed Untervalden, e dalla stessa zecca tra il 1506 e il 1529.
- Bluzger (o Blutzger): Piccola moneta coniata nelle Repubblica delle Tre Leghe. Era già emesso da Ortlieb von Bradis, vescovo di Coira dal 1458 al 1491. Il vescovo Paul Ziegler von Ziegelberg (1503-1511) ne coniò uno con la legenda PAVLS • EP • CURIENSIS e SALVE • CRUX • DIGNA. I vescovi di Coira la coniarono fino al 1766.
Fu coniato dall'abate di Disentis nel 1717 e dal signori di Haldenstein dal XVII alla metà del XVIII secolo e da Thomas Franz von Schauenstein, signore di Reichenau nel 1718-1725.
La città di Coira ha coniato questa moneta in grande quantità dal 1624 al 1766. Anche l'Appenzello Interno nel 1738.
Il Bluzger dei Grigioni, coniato dal 1807 al 1842 aveva l'indicazione di 1/6 di Batzen.
L'etimologia del nome è controversa.
- Bratteato è il termine usato per indicare monete molto sottili di cui veniva battuto solo un lato mentre l'altro appariva in incuso.

## C

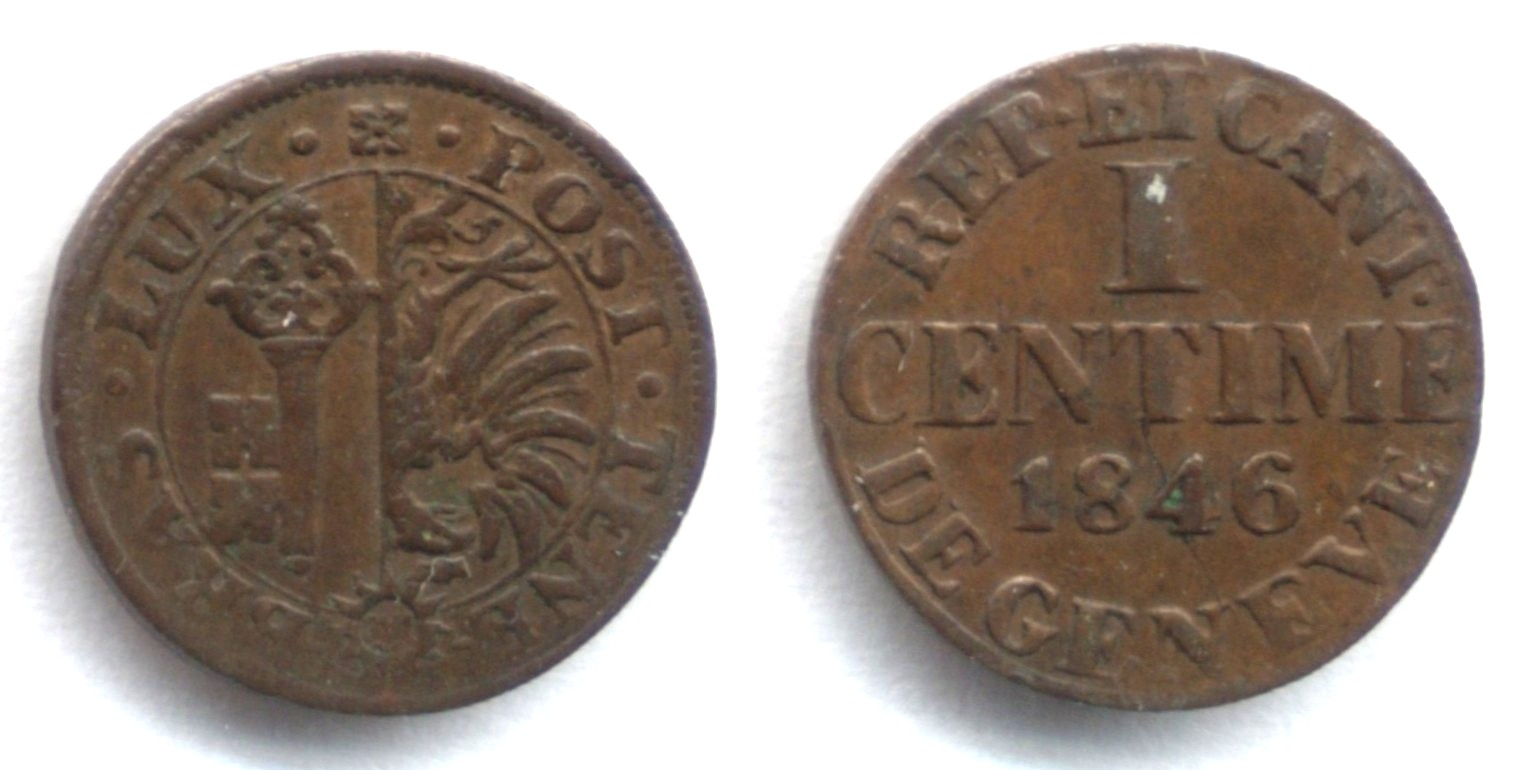
Ginevra: 1 Centime 1846.
D/ Stemma cittadino; intorno POST TENE (IHS raggiante) BRAS LUX
R/ Valore e data; intorno REP. ET CANT. DE GENEVE.

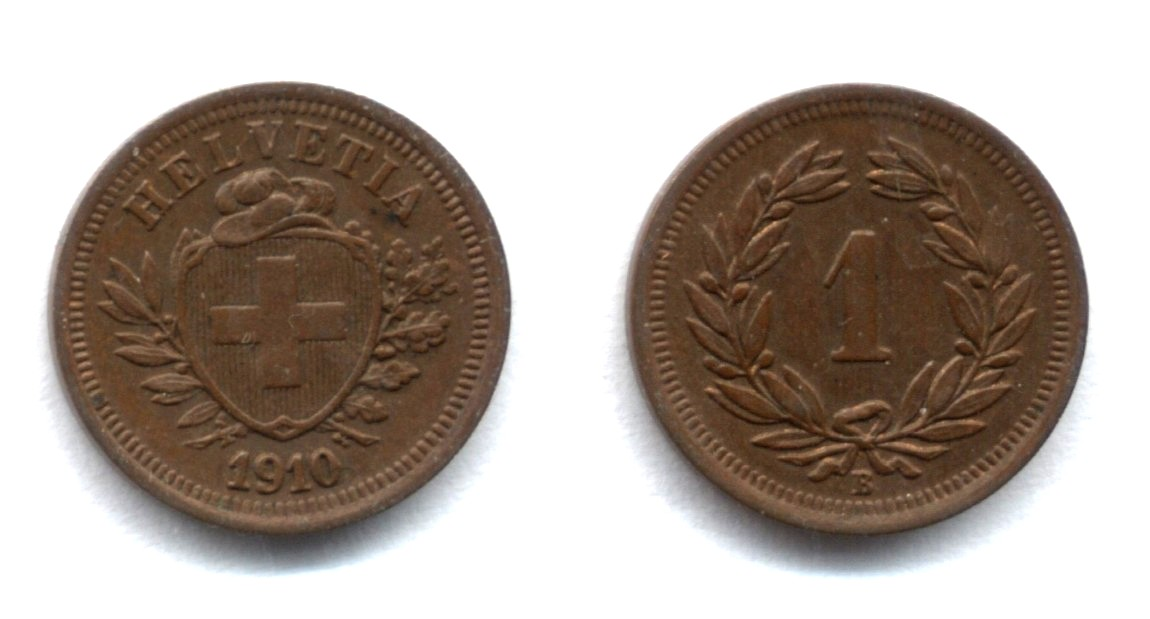
Centime (1910)

- Centime (it. centesimo): nel 1795 con la decimalizzazione della moneta in Francia, la nuova moneta, il franco, fu diviso in 10 Décime o 100 Centime.
Il nome di décime (decimo) fu presto abbandonato e sostituito con la denominazione di 10 centime. Quest'ultimo termine rimase in uso.
Nel periodo in cui Ginevra fece parte del Primo Impero francese la sua zecca coniò monete francesi con il segno di zecca "G" tra cui anche pezzi da 5 e 10 centime, nel 1799-1801. Oltre a queste monete fino al 1805 furono battuti pezzi da 5, 2, 1 e 1/2 franchi francesi. In tutte queste monete fu usato il Calendario rivoluzionario francese.
Quando nel 1839 la città reintrodusse la monetazione decimale utilizzò nuovamente questa denominazione. Accanto alle monete d'oro da 20 e 10 Franc e a quelle d'argento da 10 e 5 franc, furono coniate in biglione monete da 1, 2, 4, 5 10 e 25 Centime. Le ultime monete ginevrine da un centime erano di rame.

Nel 1850, a seguito dell'adozione del franco svizzero, la denominazione del sottomultiplo è centime in francese e centesimo in italiano. In tedesco è Rappen, dal nome di una precedente moneta svizzera.
- Centesimo: vedi Centime
- Corona: vedi Krone

## D

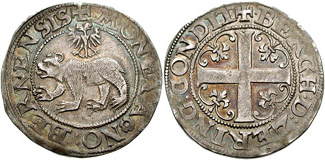
Berna, dopo il 1560: AR Dicken (9.31 g).
MONETA NO BERNENSIS, orso passante sin., aquila araldica sopra
BERCH D: ZERING CONDIT, croce in quadrilobe fiorito.

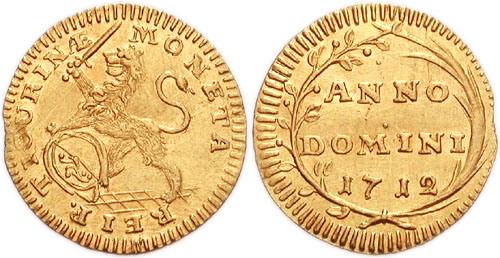
Zurigo: 1/4 di Ducato da 0.89 g, anno 1712. MONETA REIP TIGURINÆ, leone rampante con stemma / ANNO DOMINI 1712 dentro corona.

- Dicken: nome di una moneta d'argento corrispondente al testone italiano. Fu introdotto nel 1482 a Berna, ad imitazione dei testoni italiani con il nome di Dicken (in ted. spesso, grosso) e con l'immagine del patrono, Sanctus Vincencius.
La maggior parte delle zecche svizzere ne seguirono l'esempio verso il 1500.
Fu coniato a Basilea dal 1499, a Coira dal 1620, a Lucerna dal XV secolo, a Neuchâtel dal 1618, a San Gallo dal 1500, a Sciaffusa dal 1550, a Svitto dal XVI secolo, a Soletta dal XV secolo, dal 1496 dai Vescovi di Sion nel Vallese, a Zugo dal XVI secolo e a Zurigo dal 1504.
Alcuni pezzi emessi in comune a nome dei cantoni di Uri, Svitto e Untervaldo furono coniati a Bellinzona tra il 1503 e il 1548 con il nome di Testone, mentre la stezza zecca coniò un Testone nel 1506 a nome dei soli cantoni Uri e Nidvaldo.
Il valore era generalmente 1/3 di fiorino d'oro o più raramente 1/4.
Nel '600 alcune zecche lo coniavano come 1/3 di tallero cioè 24 Kreuzer. Fu coniato anche il mezzo Dicken (Halbdicken) da 12 Kreuzer.
Il Dicken fu la prima moneta d'argento di grande modulo coniata a nord delle Alpi e può essere considerato il precursore del Tallero. Pesava tra i 9,4 e i 9,9 g.

- Argovia
  - Abbazia di Muri: 1720
- Basilea: XVII secolo, 1640, 1653, 1743, 1795
  - Vescovi di Basilea: 1654, 1659-62, 1716.
- Berna: 1600 - 1697; 1701 - 1798. 1825
- Ginevra: 1635-1690
- Grigioni:
  - Coira: 1633 - 64;
  - vescovi di Coira: 1581-1767
  - signori di Haldenstein: 1617-1768
  - signori di Reichenau: 1724-48.
- Lucerna: 1603-1741
- Obvaldo: 1725-87
- San Gallo: 1621
  - Abazia San Gallo: 1773-81
- Sciaffusa: 1614-57
- Svitto: 1653-74; 1844
- Soletta: 1630; 1780 ca.
- Uri: 1612; 1701-36
- Vaud:
  - Vescovi di Losanna: 1480 ca.; 1510 ca.
- Vallese:
  - Vescovi di Sion: ca. 1600
- Zugo: 1616-1692; 1783
- Zurigo: 1624-97; 1702-76; 1810
  - Abazia Rheinau: 1710-23.

- Dukat: è il nome tedesco del ducato. Il ducato era una moneta d'oro di circa 3,56 g a 24 K, coniata per la prima volta a Venezia nel 1284 dal doge Giovanni Dandolo (1280-1288) e in seguito denominato anche zecchino. Era in concorrenza con il fiorino di Firenze che invece risale al 1252.
I ducati stranieri cominciarono a circolare in Svizzera già dal XIV secolo anche se erano più diffusi il fiorino e il Gulden, (cioè fiorino in tedesco) dei paesi del Reno.
La coniazione dei ducati è inizialmente sporadica: tra il 1476 e il 1517 i vescovi di Losanna coniano due ducati, le uniche due monete in oro dei Vescovi di questa città. Nel 1520 circa i Tre cantoni Uri, Svitto, Nidvaldo coniano un ducato a Bellinzona. Poco dopo ne viene coniato uno a Friburgo.
Solo nel XVII secolo la coniazione dei ducato si diffonde nella maggior parte delle zecche svizzere anche se in realtà le coniazioni sistematiche furono solo quelle di Basilea, Berna e Zurigo. Furono coniate frazioni (1/2 e 1/4 di ducato) e multipli (2, 3, 4) Furono coniati anche pezzi da 5 e 7 ducati. Berna nel 1681 coniò perfino monete da 8, 10 e 12 ducati, che vanno più considerati come medaglie-dono e che pezzi destinati alla circolazione.
Durante la Repubblica Elvetica il doblone da 16 Franken sostituì il ducato come moneta d'oro.

Nel XIX secolo, dopo la Repubblica Elvetica, coniarono ducati solo Zurigo (1810), Berna (1825) e Svitto (1844).
Berna nel 1825 coniò una moneta da 4 ducati mentre nel 1819 e 1829 coniò quella da un doblone. Le altre monete d'oro furono quelle da 20 e 10 franchi coniate da Ginevra (1848) e da Lucerna (1804, 1804); quelle da 32, 16 e 8 Franken di Soletta (1813), il dublone da 16 Franken dei Grigioni(1813).
- Dukaton (o Silberkrone, cioè corona d'argento). In Italia il "Ducatone" era il nome di una moneta coniata dalla seconda metà del XVI secolo. Era un tallero coniato con il nome ufficiale di "Ducatone da soldi cento", nel 1551 a Milano con un editto di Carlo V. Pesava 33,5 g (910/1000). Fu coniato anche da Filippo II con lo stesso valore del Scudo d´oro e perciò era anche chiamato Scudo d´argento. Era una moneta diffusa in tutta l'Italia settentrionale. Circolò diffusamente in Svizzera nella prima metà del XVII secolo.

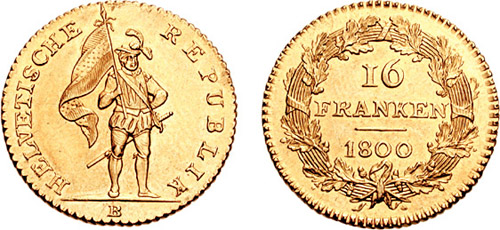
Duplone d'oro da 16 Franken della Repubblica Elvetica - 1800. (7.61 g)

- Duplone: il nome svizzero del doblone. Era una moneta d'oro coniata facendo riferimento al dublone spagnolo e al Luigi d'oro francese. Era a 22 K (916/1000) e pesava 6,7 g circa
In Svizzera i primi furono coniati a Friburgo nel 1622 e detti anche Pistole e battuti anche nel 1623 e 1635. Basilea nel 1795-6. Berna nel 1793-97; coniò anche negli stessi anni doppi e mezzi dobloni. Lucerna (1794 e 1796) coniò dei pezzi da 12 e da 24 Münzgulden che corrispondevano nel peso al duplone e al doppio duplone. Soletta ha coniato tra il 1787 e il 1796 doppi dobloni e dobloni nonché le frazioni da 1/2 ed 1/4.
Durante la Repubblica Elvetica furono coniate due monete d'oro: il duplone e il doppio duplone dal valore di 16 e 32 Franken. Entrambi i pezzi furono coniati nel 1800 alla zecca di Berna.
Dopo la Repubblica Elvetica fu coniato un pezzo da un duplone nel 1819 e nel 1829 a Berna. Tre monete furono coniate a Soletta nel 1813, con il valore nominale di 32, 16 e 8 Franken cioè di 2, 1 e 1/2 duplone.

## E
- Ecu neuf: nome francese del Neutaler, vedi.

## F
- Fiorino: v. Gulden
- Franken: il nome viene dal franco una moneta coniata in Francia nel 1360. Nel 1715 Lucerna coniò una moneta d'argento da 1 Franken. Valeva 1/4 di tallero o 10 Batzen. Monete analoghe furono coniate dal 1757 a Berna (1757-97), Basilea (1740) e Soletta (1761-94) erano denominate franco svizzero (ted. Schweizer Franken, franc. livre suisse). Con la Repubblica Elvetica il Franken divenne l'unità monetaria. Con la fine di questa esperienza molti cantoni mantennero il nome della moneta ma con modulo, peso e titolo diversi. Nel 1850 il franco svizzero fu introdotto in tutta la Confederazione, utilizzando però il piede del franco francese.

- Fünfer vedi Vierer

## G
- Goldgulden v. Gulden
- Goldkronen v. Krone
- Groschen (grosso): era il nome generico dato a molte monete d'argento. La prima fu coniata per la prima volta in Italia nel 1172. Il valore poteva andare a 2 denari (Pfennig) fino ad un soldo (Schilling) da 12 denari. 
In Svizzera erano grossi anche il Plapparte, il cavallotto che era diffuso nell'Italia settentrionale e coniato in Svizzera a Bellinzona e a Roveredo nei Grigioni.
Mezzi grossi furono coniati dai vescovi di Losanna tra il 1375 e il 1461.
  - Grosso di Nyon: il primo grosso coniato in Svizzera, a Nyon nel Vaud il 1297.
- Gulden: è il nome dato nei paesi di lingua tedesca al fiorino, la moneta d'oro da 3,54 g, coniata per la prima volta a Firenze nel 1252 e diffusasi rapidamente in tutta Europa. Fu la prima moneta d'oro a diffondersi in Europa, sostituendo così il primato dell'argento. Fu coniato in numerose Zecche in Italia, Francia, Paesi Bassi, Germania, Austria, Boemia e Ungheria.
Nei paesi di lingua tedesca la moneta prese il nome di Gulden, da Gold oro. I fiorini tedeschi, coniati nella valle del Reno, diventarono dalla fine del XIV secolo la più importante monete dell'Europa centrale. Dopo l'introduzione del tallero, una moneta d'argento che valeva un fiorino, questo prese il nome di Goldgulden. Dopo il 1500, in seguito alla diminuzione del titolo prese piede il dukat.
In Svizzera i primi Gulden furono coniati a Basilea (1429) con il nome dell'imperatore e a Berna (1484) con privilegio papale. A Friburgo furono coniati per la prima volta nel 1509, a Soletta tra il 1480 e il 1490 a Zurigo nel 1510 e a Basilea furono coniati a nome della città dal 1512. Nel XVII secolo i Gulden furono coniati dalla città e dal vescovo di Coira, dai signori di Haldenstein e da Sciaffusa.
A Berna gli ultimi Gulden furono coniati nel 1594, a Sciaffusa nel 1633 e in genere alla seconda metà del XVII secolo la maggior parte delle zecche aveva smesso di coniarli. Furono coniati fino al XVIII secolo da Basilea, Friburgo e da Lucerna.
  - Gulden d'argento: i Vescovi di Coira emisero dei Gulden d'argento dal valore di 2/3 di Tallero dal 1688 al 1690; nel XVIII secolo li emisero Svitto (1785, 1797), Friburgo da 56 Kreuzer nel 1796-97 (con un 1/2 ed 1/4 dal 1793 al 1798), San Gallo nel 1738 un 1/2 Gulden da 30 Kreuzer mentre l'abazia di San Gallo un Gulden da 60 Kr. nel 1781 e un 1/2 Gulden nello stesso anno e nel 1796.
  - Guldentaler: fu coniato nel XVI e nel XVII secolo a Basilea (1564 - 1616) e Sciaffusa (1550-1573) con un valore di 60 Kreuzer.

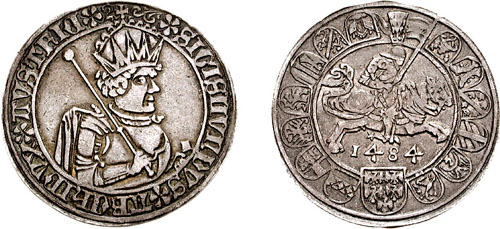
Guldiner tirolese datato 1484

- Guldiner: termine usato in Svizzera, ma anche in Austria e nelle Germania meridionale, per indicare monete d'argento di grande modulo dal valore di un Goldgulden. Coniato per la prima volta nel 1484 dall'arciduca Sigismondo del Tirolo (1439-1490), il Guldiner fu la prima moneta d'argento di grande modulo coniata a nord delle Alpi e segna il passaggio tra Medioevo e quello moderno. La moneta di Sigismondo è una delle prime monete d'argento di grande modulo a recare la data.
In Svizzera fu coniato dai vescovi di Sion dal 1498, a Soletta all'inizio del XVI secolo, a Zurigo nel 1512 e nel 1526, nell'Untervaldo assieme a Uri e Svitto alla zecca di Bellinzona nella prima metà del XVI secolo. Alla metà del XVI secolo fu gradualmente sostituito dal tallero. Il Guldiner di Sigismondo pesava circa 30 g.

## H
- Hälbling: mezzo Pfennig (v.)
- Haller v. Heller

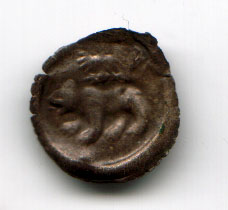
Haller di Berna (XV secolo.

- Heller: nome di una moneta coniata dall'imperatore Federico I Barbarossa nella zecca imperiale di Hall (oggi Schwäbisch Hall) da cui in nome di Haller o Häller. Era una frazione del Pfennig.
Le monete della Germania meridionale si diffusero in Svizzera verso il 1330.
L'Heller fu coniato tra la fine del XIV secolo e l'inizio di quello successivo a San Gallo e Lucerna. In seguito fu coniato nell'Appenzello Interno, a Berna, dai Vescovi di Coira, a Zugo, Zurigo etc.
Nella Svizzera francofona era chiamato maille (Friburgo etc.).

## K
- Klippe: (dallo sv. Klippa, tagliare). Nome attribuito a monete che anziché tonde avevano forma poligonale. Presenti anche in Svizzera.
- Kreuzer: moneta, inizialmente d'argento, diffusa negli Stati meridionali della Germania, in Austria e in Svizzera. La moneta risale al grosso tirolino che era coniato dal 1271 a Merano. Sul rovescio della moneta era rappresentata una croce (Kreuz) da cui il nome. La moneta inizialmente valeva 4 Pfennig o 20 denari piccoli veronesi.
In Svizzera fu coniata dalla metà del XV secolo anche a Zurigo, Lucerna e Soletta. Inizialmente d'argento, nel tempo divenne di biglione.
In linea di massima in Svizzera i valori erano 8 Heller = 4 Pfennig = 1 Kreuzer e 4 Kreuzer = 1 Batzen.
Berna introdusse il Kreutzer nel 1528; nel Vallese fu coniato dai vescovi di Sion dal 1628.
Nel 1593, circa 10 anni dopo lo scioglimento della Rappenmünzbund, ci fu una convenzione monetaria tra Berna, Friburgo Soletta, Genova e Neuchâtel per coniare dei Kreutzer, in francese denominati Parpaillot, che furono in corso anche nel XVII secolo.
Dopo la repubblica Elvetica veniva coniato con un valore di 2½-Rappen. Finì di essere coniato nel 1848.
- Krone: nome tedesco di una serie di monete. Dal lat. corona (francese: couronne, inglese: crown). Le prime corone sono gli écu coniati in Francia e noti come Couronne d'or oppure Écu d´or au soleil. Con questo nome sono state coniate anche in altre parti d'Europa come i Paesi Bassi e l'Italia. La corona inglese d'oro (Crown of the Rose e Crown of the Double Rose) risale a Enrico VIII (1509-1547).
In Svizzera la corona entra in circolazione come écu d'or accanto e in concorrenza al Gulden. Nella Svizzera tedesca erano chiamate Schiltfranken, per lo scudo impresso (ted. Schild). Dal 1475 la moneta francese prese la sua forma definitiva con lo scudo sormontato da un piccolo sole: l'écu d'or au soleil. Pesava 3,3-3,5 grammi e fu usato in Svizzera verso il 1484/85, in particolare per i pagamenti internazionali.
L'écu francese in particolare era usato per la costituzione delle riserve auree e dei tesori pubblici.
A Zurigo le Goldkrone furono coniate per la prima volta verso il 1560 e sostituite completamente dai ducati nel XVIII secolo.
A Mesocco, nei Grigioni, Gian Giacomo Trivulzio (1487-1518) ha coniato delle corone al sole di stile italiano in tre differenti tipi.

## L
- Löwen: (= leone) moneta da 10 Schilling.

## M
- Maille: francese per mezzo denier. In italiano maglia o medaglia. In tedesco Hälbling o Halbe Pfennig

## N
- Neutaler: nuovo tallero, dal valore di 40 Batzen o 4 Franken. Il termine fu usato per indicare il nuovo écu francese, detto anche écu aux lauriers (lo scudo con gli allori), una moneta di grande modulo (circa 42 mm) e dal peso di circa 30 g.
Dal 1726 divennero le principali monete d'argento, valutate 38-40 Batzen.
Con lo stesso nome furono indicate i Talleri svizzeri emessi a Berna dal 1795, dalla Repubblica Elvetica e in seguito da molti cantoni con un valore di 40 Batzen o 4 Franken.

Dopo la Repubblica Elvetica, Berna impresse anche una contromarca, che ne indicava il valore, su vecchi scudi francesi: lo scudo con l'alloro (écu aux lauriers) di Luigi XV e Luigi XVI, lo scudo della Convenzione (écu conventionel) e la moneta da sei lire (six livres). Su lato la contromarca recava lo stemma bernese con l'orso e l'altra l'indicazione del valore, 40 BZ. Anche il canton Vaud usò monete francesi con una contromarca. Le monete furono le stesse usate dal Cantone Berna. Il valore fu invece fissato in 39 Batzen. Anche a queste monete era dato il nome di Neutaler.

## O
- Örtli moneta d'argento coniata per la prima volta a Sciaffusa nel 1656 con un peso in argento di circa 3 g. Valeva 15 Kreuzer (o 1/4 di Gulden o 4 Batzen). Fu copiata da altre zecche svizzere. La moneta di Sciaffusa era caratterizzata dal simbolo della città, l'ariete rampante (Bock in tedesco) e fu anche chiamata Böcke. Divenne nel tempo una delle monete più importanti della Svizzera e fu coniata fino alla fine del XVIII secolo. L'etimologia probabile è dalla parola Ort, usata nel senso di 1/4 nel Medioevo.

## P
- Pfennig (o Pfennige; franc. denier, ital. denaro): nasce con la monetazione carolingia come moneta da 1/240 di Pfund (franc. livre, ital. lira. Fu l'unica moneta d'argento, assieme al mezzo denaro, coniata dall'VIII al XVIII secolo. Nella Svizzera di lingua tedesca il Pfennig verso la fine del XII secolo viene coniato sotto forma di bratteato anepigrafo. Anche a Friburgo e Neuchâtel tra il XIV e il XV secolo viene coniato con caratteristiche simili, con il nome di denier. Nel tardo Medioevo la moneta perde sempre più il suo valore a causa della diminuzione del contenuto in argento. Divenuta una moneta fiduciaria l'area di diffusione diviene abbastanza limitata.
Gli ultimi Pfennig coniati: Ginevra (denier, 1609); Appenzello Interno (circa 1744); Friburgo (denier, 1763); Coira (XVIII secolo); San Gallo (XVIII secolo); Sciaffusa (XVII secolo).
Dopo la Repubblica Elvetica è stato coniato nell'Appenzello Esterno (1816) e nel San Gallo (s.d.).
- Plapparte (o Plapperte): moneta dell'area tedesca meridionale e svizzera diffusasi nel XV secolo. Coniata per la prima volta a Costanza nel 1388, viene coniata a Berna verso il 1421 una moneta da 15 Heller con questo nome. Nello stesso periodo viene battuta a San Gallo (1424-1501), Zurigo (XV secolo) e Basilea (XV e XVI secolo). La Rappenmünzbund nel 1425 sceglie il Plapparte come moneta di maggior valore. All'inizio pesava 1,62 g (1,52 g fino), verso il 1533 il fino era calato a circa 1 g. Non fu più coniata dopo il XVII secolo.

## R

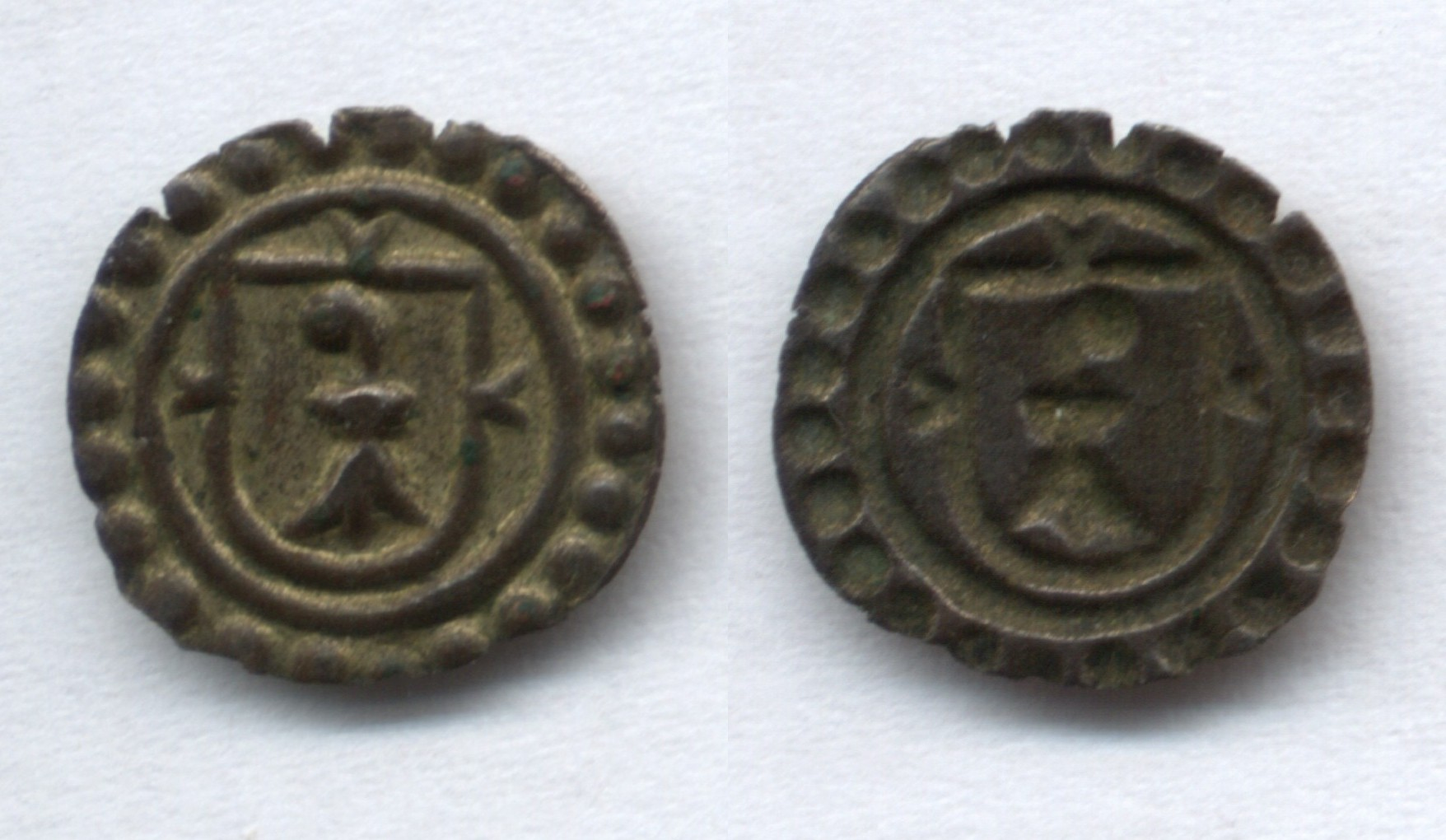
Basilea: Rappen del XVII secolo

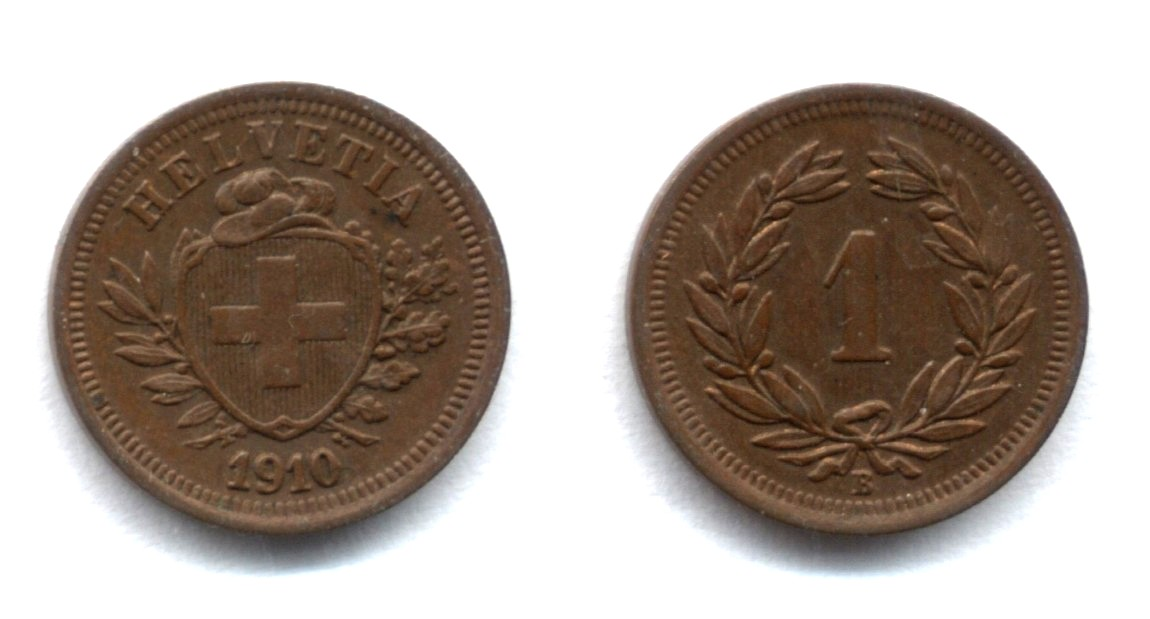
Confederazione Elvetica: Rappen del 1910.

- Rappen: moneta di piccolo taglio che era usata nella Germania meridionale, in parte della Svizzera e nell'Alsazia meridionale.
La denominazione risale ad una moneta coniata per la prima volta a Friburgo nel XIII secolo. L'aquila rappresentata sulla moneta venne interpretata come un corvo (Raben in tedesco). Nel 1377 diverse autorità costituirono il Rappenmünzbund (Lega monetaria del Rappen) per avere una moneta comune e favorire quindi i commerci. Nel 1584 la Lega fu sciolta.
La denominazione rimase e fu ampiamente usata dalla maggior parte dei cantoni svizzeri.
Dopo la creazione nel 1850 del franco svizzero in tedesco la moneta da un centesimo fu denominata Rappen. Il plurale è invariato e quindi rimane "Rappen". In francese il nome della moneta è centime (pl. "centimes"), in Italiano, centesimo ("centesimi") e in romancio: rap (pl. raps).

## S
- Schilling (anche Schillinge): è il nome di molte monete di valore molto diverso tra loro.
Schilling, con le sue varianti, era stato il nome utilizzato dalle popolazioni di lingue germaniche per indicare il solido, una moneta introdotta da Costantino I.
Dopo l'introduzione della Monetazione carolingia con questo nome si indicava l'unità di conto che valeva un ventesimo di libra (Pfund) o 20 Pfennig (denaro), ma che in realtà non veniva coniato. In italiano lo Schilling era chiamato Soldo e in francese Sol o Sou.
Una delle prime monete con questo valore fu il grosso tornese, battuto nel XIII secolo.
In Svizzera lo Schilling fu coniato a Laufenburg, in Argovia (XVII secolo); dai vescovi di Basilea (XVI, XVII e XVIII secolo); a Friburgo (1712-17), a Glarona (XVII e XIX secolo); dalla città Coira (1624) e dai vescovi nell stesso periodo; a Lucerna dal XV al XVII secolo, con un valore di 20 Schilling; a Svitto (XVII, XVIII secolo); nell'Uri (XVII secolo), a Zug (nei secoli XVI, XVII e XVIII), A Zurigo (XVI, XVII, XVIII e XIX secolo).
Nel XIX secolo lo Schlling fu l'unità monetaria base del canton Glarona

A Ginevra, che usava il sistema di monetazione francese, furono coniate monete da 12, 6, 3 ed 1 Sols dal 1530 circa al 1788. La monetazione dei Sols riprese dal 1814 e durò fino al 1838, quando la città adottò un sistema decimale.
Monete da tre soldi furono coniate nel Canton Ticino dal 1813 al 1841.
- Sechser: v. Vierer
- Soldo:  v. Schilling
- Sols:  v. Schilling
- Spagürli: moneta d'argento di Lucerna del XV secolo. Valeva 3 Haller o 1½ Angster, 1/4 di Schilling e 1/5 di Plapparte. Un pezzo portava la data del 1484. Spagürli forono coniati anche nel Vallese dal vescovo di Sion Walther II Supersaxo von der Fluhe (1457-1482).
- Stäbler (o Stebler): nome di diverse monete da un Pfennig, la più vecchia quella coniata da Basilea poco dopo l'acquisizione del privilegio di conio nel 1373. Era un bratteato, coniata cioè solo su un lato e mostrava l'insegna della città, cioè il bastone (Stab) pastorale. Con il Rappenmünzbund il nome fu preso dalle monete da mezzo Rappen (o Zweilinge), anche se le rappresentazioni erano differenti.
Per il valore della monete vedi il Rappenmünzbund.

## T
- Lucerna (dal 1518)
- Basilea (1542)
- Berna (1540)
- Ginevra (1554)
- San Gallo (1563)
- Sciaffusa (1550)
- Soletta (1551)
- Zugo (1564)
- Zurigo (1555)

- Taler (it. Tallero): moneta d'argento utilizzata inizialmente in Boemia nel 1518. L'argento per coniarla veniva dalle miniere di Joachimsthal e la moneta prese il nome prima di Joachimsthaler e poi semplicemente di Thaler, Taler.
In Svizzera i primi furono coniati a Lucerna nel 1518. Il tallero di Basilea è del 1542, quello di Berna del 1540, quello di Ginevra del 1554, quello di San Gallo 1563 ecc. In altri cantoni questa moneta è stata battuta dal XVII secolo.
In Svizzera gli ultimi sono stati battuti alla fine del XVIII secolo.
Talleri francesi del XVIII secolo sono stati controstampati nel XIX secolo con un valore di circa 40 Batzen.
Nel XIX prima la Repubblica Elvetica e poi alcuni cantoni hanno battuto un Neutaler (v.) da 40 Batzen.

## V
- Vierer: da vier (quattro), una moneta da 4 Pfennig o 4 Heller ecc. Analogamente il Fünfer (5) e il Sechser (6).